# Фридрихсбургские ворота
Фридрихсбургские ворота — единственные сохранившиеся до наших дней ворота крепости (позднее — форта) Фридрихсбург в Кёнигсберге (ныне Калининград). Являются объектом культурного наследия народов РФ федерального значения и филиалом Музея Мирового океана.

## История
Крепость Фридрихсбург была заложена в 1657 году по приказу великого курфюрста Фридриха Вильгельма для защиты реки Преголя и как цитадель города. Крепость была построена по проекту придворного математика Христиана Оттера и представляла собой квадратное в плане сооружение с четырьмя бастионами по углам. Первоначально из трёх запланированных равелинов был построен только один.
В 1697 году крепость посетил Пётр I в рамках Великого посольства. Под именем урядника Петра Михайлова он изучал здесь артиллерийское дело. Его наставником был бранденбургский полковник-инженер фон Штернфельт. По возвращении в Москву Пётр I получил аттестат, в котором говорилось: «Петра Михайлова признавать и почитать за совершенного в метании бомб, осторожного и искусного огнестрельного художника». Считается, что по возвращении в Россию по приказу царя на острове Котлин был построен форт Кроншлот, образцом для которого послужила крепость Фридрихсбург.

### Функции и значимые события
Помимо основной оборонительной задачи, крепость Фридрихсбург выполняла и внутриполитическую функцию, служа напоминанием жителям Кёнигсберга о власти курфюрста и являясь средством подавления возможных волнений.
В 1671 году на территории крепости была построена кирха, которая до 1816 года служила первой гарнизонной церковью Кёнигсберга. В 1800—1807 годах её капелланом был Людвиг Реза, видный деятель литовской культуры. В 1892 году здание кирхи было разобрано.
Крепость также использовалась в качестве тюрьмы. В 1779 году здесь отбывал годичное заключение за неподчинение лейтенант Иоганн фон Йорк, будущий прусский фельдмаршал и ключевой участник антинаполеоновских войн.
С крепостью косвенно связано имя философа Иммануила Канта. Маршрут его знаменитых ежедневных прогулок проходил по так называемой «Философской дамбе», огибавшей ров крепости с юго-восточной стороны.

### В период Семилетней войны
В январе 1758 года, после занятия Кёнигсберга русскими войсками в ходе Семилетней войны, особое внимание было уделено состоянию Фридрихсбургской цитадели. Российский инженер-фортификатор майор М. Муравьёв представил генерал-губернатору детальный план обветшавших крепостных построек, требовавших срочного восстановления. Работами по реконструкции руководил инженер-капитан Иван Лукомский.

### XIX—XXI века
В середине XIX века крепость была модернизирована и включена в состав второго вального обвода Кёнигсберга, после чего стала именоваться фортом. 23 августа 1910 года по предписанию правительства Германской империи форт Фридрихсбург был исключён из состава оборонительных сооружений и продан городу. Военное ведомство получило компенсацию в размере 8,5 млн марок. Вскоре большая часть укреплений была снесена, а по территории бывшего форта проложили железнодорожные пути.

## Ворота

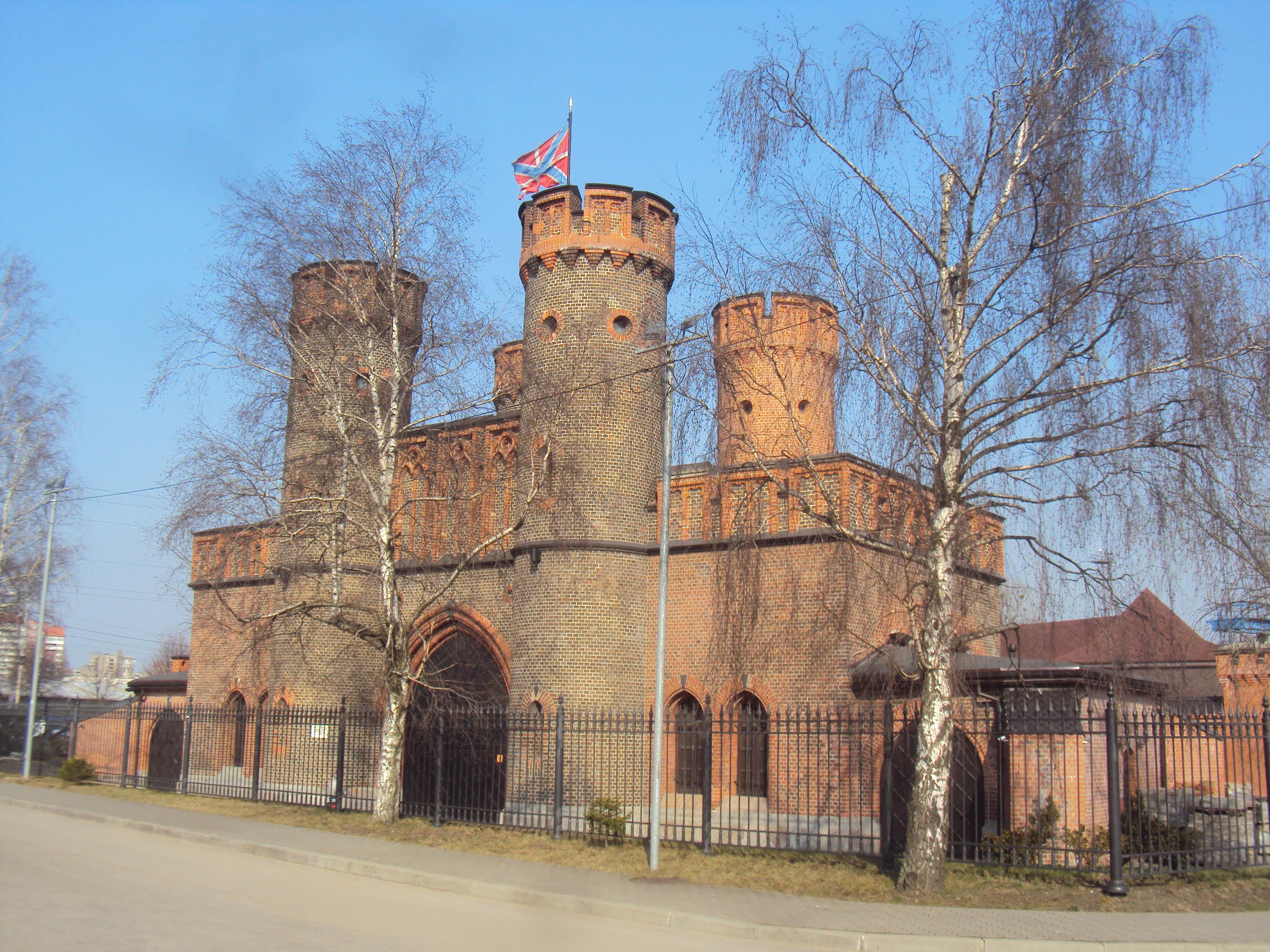
Ворота крепости

Единственный сохранившийся до наших дней элемент крепости — её ворота, построенные в 1852 году по проекту архитектора Фридриха Августа Штюлера. 
Ворота построены из обожжённого фигурного кирпича в английском неоготическом стиле Тюдор. Своды центрального проезда выполнены в бочарном стиле, а боковых казематов — в крестовом.
Композицию фланкируют четыре круглые башни, которые, по замыслу, носили названия драгоценных камней: «Алмаз», «Рубин», «Изумруд» и «Жемчуг». Фасад украшен горельефом с изображением прусского орла и готической надписью «Friedrichsburg».
Во время штурма Кёнигсберга в апреле 1945 года район форта стал ареной ожесточённых боёв. Здесь вели наступление части 11-й гвардейской армии под командованием генерал-майора Н. Г. Цыганова, в ходе которых ворота были сильно повреждены, а одна из башен — утрачена. 
После войны, несмотря на получение в 1960 году статуса памятника архитектуры, ворота продолжали разрушаться из-за деятельности размещавшихся в них организаций, в том числе автоколонны и производственных мастерских. Первые попытки консервации объекта были предприняты в 1990-х годах силами культурно-исторического центра «Пруссия». В 2007 году объект был передан Музею Мирового океана. После трёхлетней реставрации, 10 сентября 2011 года, ворота были открыты для посетителей.

## Современный музейный комплекс
Историко-культурный центр «Фридрихсбургские ворота» включает экспозицию в самих воротах и открытую площадку «Лодейный двор».
В «Лодейном дворе» представлена коллекция традиционных лодок, включая оригинальный донской каюк. Экспозиция в воротах «Корабельное воскресение» посвящена истории флота и Петру I. С 2022 года в музее существует традиция пятничного полуденного пушечного выстрела. На территории комплекса установлены скульптуры «Детство Петра» З. Церетели и «Кот Фридрих» Л. Богатовой.